# Hermann Kees
Hermann Alexander Jakob Kees (ur. 21 grudnia 1886 w Lipsku; zm. 7 lutego 1964 w Getyndze) – niemiecki egiptolog i profesor Uniwersytetu w Getyndze.
Po studiach egiptologicznych, archeologicznych, historii starożytnej i historii sztuki w Getyndze i Monachium uzyskał doktorat w 1911 roku. W 1920 po habilitacji został privatdozentem na Uniwersytecie we Fryburgu Bryzgowijskim, następnie na uniwersytecie w Lipsku. Od 1924 zatrudniony profesor egiptologii na Uniwersytecie w Getyndze. W latach 1951-1956 profesor wizytujący na Uniwersytecie w Kairze.

## Publikacje
- Das alte Ägypten: eine kleine Landeskunde. - Böhlau, Kolonia 1977. - ISBN 3-205-00512-0
- Der Götterglaube im alten Ägypten. - Berlin: wydanie akademickie, 1983. - ISBN 3-05-000471-1
- Der Opfertanz des ägyptischen Königs. - Monachium, doktorat, 1911
- Totenglauben und Jenseitsvorstellungen der alten Ägypter. - Berlin: wydanie akademickie, 1983